# Nagy poszátalevélmadár
A nagy poszátalevélmadár (Aegithina lafresnayei) a madarak osztályának verébalakúak (Passeriformes) rendjébe és a poszátalevélmadár-félék (Monarchidae) családjába tartozó faj.
A magyar név forrással nincs megerősítve.

## Előfordulása
Kambodzsa, Kína, Laosz, Malajzia, Mianmar, Thaiföld és Vietnám területén honos. A természetes élőhelye a szubtrópusi és trópusi nedves síkvidéki erdőkben van.

## Alfajai
- Aegithina lafresnayei lafresnayei – (Hartlaub, 1844)
- Aegithina lafresnayei innotata – (Blyth, 1847)
- Aegithina lafresnayei xanthotis – (Sharpe, 1882)

## Külső hivatkozások
- Képek az interneten a fajról
- Ibc.lynxeds.com - videók a fajról